# Lírica germanesca
Se suele denominar lírica germanesca a la poesía compuesta en jerga de la delincuencia, llamada germanía o jerigonza, en los siglos XVI y XVII, frecuentemente divulgada a través de pliegos de cordel. También puede considerarse parte de esta lírica, por extensión, en los siglos XVIII y XIX, a los frecuentemente anónimos romances de guapos.
Tienen por temática las hazañas o costumbres del mundo de la delincuencia y los ambientes sórdidos, prostibularios y tabernarios, de los barrios bajos de Sevilla o la Corte. Algunas veces fue compuesta por poetas humildes (Rodrigo de Reinosa, su creador a fines del siglo XV) o delincuentes ellos mismos (Alonso Álvarez de Soria, inventor de los versos de cabo roto), pero también por poetas de elevada condición social, como Cervantes, Góngora, Quevedo o Félix Persio Bertiso. Tenía sus propios subgéneros, como la jácara o el romance de guapos (véase Bandolerismo), y había un subgénero teatral que le estaba consagrado dentro del entremés.
En el siglo XVIII toda esta literatura popular, que magnificaba las hazañas antisociales de los delincuentes y reflejaba la desconfianza de los pobres hacia el sistema de valores de los ricos y poderosos, frecuentes víctimas de estos poemas, fue combatida por la Ilustración con todo tipo de medidas censoras. Pero los llamados romances de guapos seguían magnificando las hazañas de bandoleros famosos, como el guapo contrabandista y bandolero Francisco Esteban. En el siglo XIX esta literatura se dedicó a ilustrar las hazañas de los últimos bandoleros, como Luis Candelas, José María "el Tempranillo" o los siete niños de Écija.
- Datos: Q5987987